# Lední hokej na Zimních olympijských hrách 2010 – turnaj muži

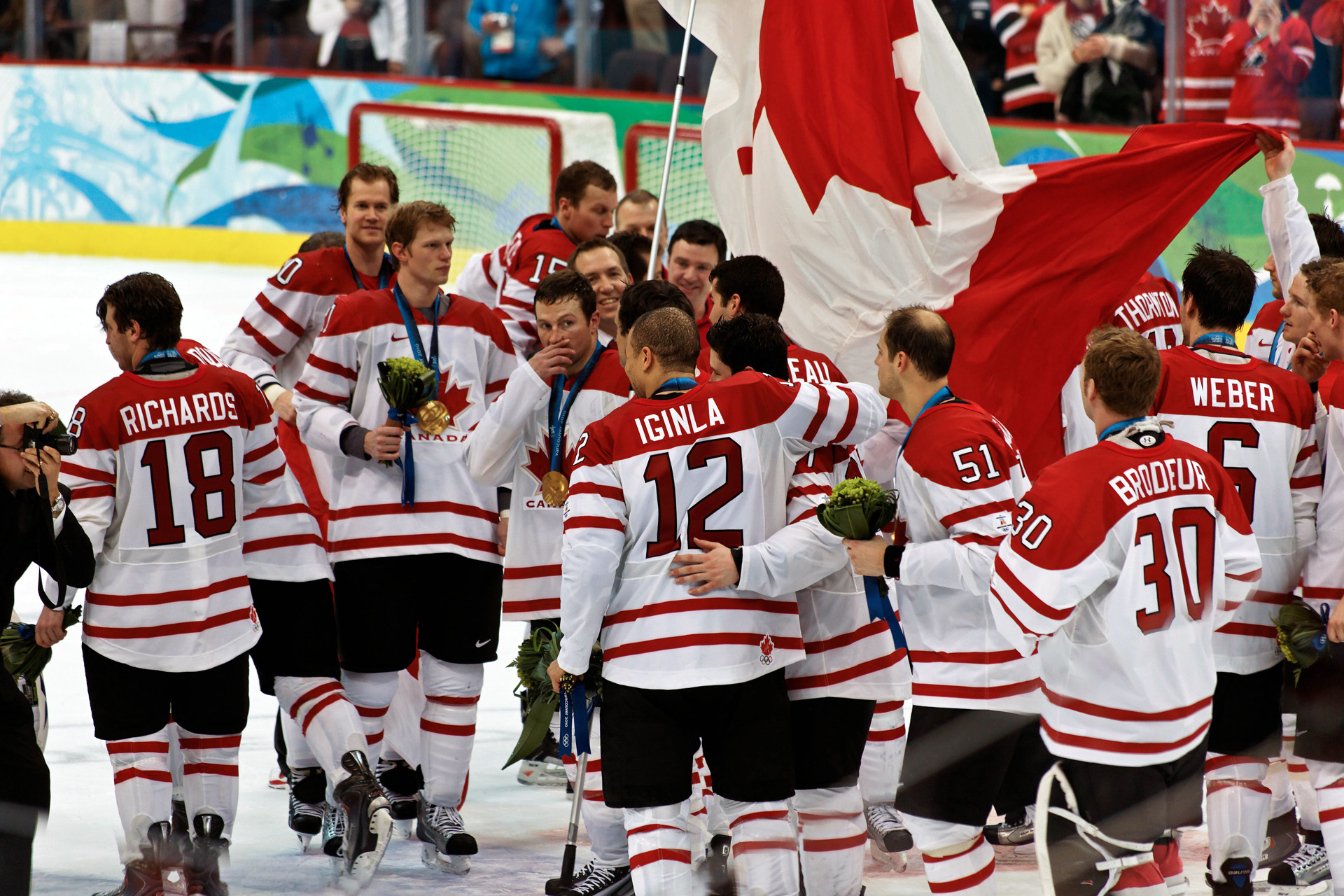
Vítězné kanadské mužstvo.

Hokejový turnaj mužů na olympiádě ve Vancouveru se hrál od 16. do 28. února ve Vancouveru.
Zápasy se odehrávaly na stadionu, který má standardní rozměry pro NHL (61 × 26 metrů), namísto rozměrů pro mezinárodní kluziště (61 × 30 metrů). Téměř všechny proběhly na hokejovém stadionu Rogers Arena (po dobu her se jmenoval Canada Hockey Place), na kterém hrají svoje zápasy v NHL Vancouver Canucks. Tato změna ušetřila přibližně 10 milionů CAD na stavebních úpravách a umožnila dalším 35 000 divákům zhlédnout hokejové zápasy o olympijskou medaili.

## Turnaj mužů

### Kvalifikace
Do turnaje se přímo kvalifikovalo 9 nejlepších celků podle žebříčku IIHF z roku 2008. Týmy od 10. do 30. místa v tomto žebříčku sehrály olympijskou kvalifikaci (kromě Číny, která se účasti vzdala). Zatímco celky na 10. až 18. místě byly nasazeny přímo do hlavní fáze kvalifikace, celky na 19. až 30. místě hrály předkvalifikaci, ze které postoupily nejlepší 3 celky do hlavní kvalifikace. Z hlavní kvalifikace vedla cesta pro 3 nejlepší celky na hlavní olympijský turnaj. Byla odehrána také kvalifikace o jedno volné místo v předkvalifikaci, které se zúčastnily čtyři celky, které projevily o účast zájem.
Kvalifikace do předkvalifikace se hrála v říjnu 2008, předkvalifikace v listopadu 2008 a hlavní kvalifikace v únoru 2009.

#### Týmy přímo kvalifikované na olympijský turnaj
- Kanada
- Rusko
- Švédsko
- Finsko
- Česko
- USA
- Švýcarsko
- Slovensko
- Bělorusko

#### Účastníci hlavní kvalifikace
- Německo – postup na olympijský turnaj
- Lotyšsko – postup na olympijský turnaj
- Norsko – postup na olympijský turnaj
- Dánsko
- Itálie
- Slovinsko
- Rakousko
- Ukrajina
- Francie

#### Účastníci předkvalifikace
- Kazachstán – postup do hlavní kvalifikace
- Maďarsko – postup do hlavní kvalifikace
- Polsko
- Japonsko – postup do hlavní kvalifikace
- Litva
- Nizozemsko
- Estonsko
- Chorvatsko
- Rumunsko
- Spojené království
- Srbsko

#### Účastníci turnaje o postup do předkvalifikace
- Bulharsko
- Španělsko – postup do předkvalifikace
- Mexiko
- Turecko

### Systém olympijského turnaje
Týmy byly rozděleny do tří skupin po 4 účastnících. V každé skupině se hrálo jednokolově každý s každým.
Na konci skupinové části bylo 12 týmů seřazeno do žebříčku podle následujících kritérií:
1. Lepší umístění v základní skupině.
2. Vyšší bodový zisk.
3. Vyšší brankový rozdíl.
4. Vyšší počet vstřelených branek.
5. Lepší pořadí v žebříčku IIHF.

Nejlepší 4 celky, tj. vítězové skupin a nejlepší tým z druhých míst, postoupily přímo do čtvrtfinále play off. Týmy na 5. až 12. místě tohoto žebříčku hrály předkolo play off, ze kterého postoupili čtyři vítězové do čtvrtfinále. Dále již se bude hrát klasickým pavoukem.

#### Základní skupina A
| Tým       | Z | V | VP | PP | P | GV | GI | +/− | B |
| --------- | - | - | -- | -- | - | -- | -- | --- | - |
| USA       | 3 | 3 | 0  | 0  | 0 | 14 | 5  | 9   | 9 |
| Kanada    | 3 | 1 | 1  | 0  | 1 | 14 | 7  | 7   | 5 |
| Švýcarsko | 3 | 0 | 1  | 1  | 1 | 8  | 10 | −2  | 3 |
| Norsko    | 3 | 0 | 0  | 1  | 2 | 5  | 19 | −14 | 1 |

##### Zápasy
Všechny časy jsou místní (UTC−8), tj. SEČ−9.
| 16. února 2010 | Kanada | 8 – 0                 | Norsko | Rogers Arena, Vancouver |
| 16:30          | Kanada | (0 - 0, 3 - 0, 5 - 0) | Norsko |                         |

| Souhrn zápasu Report | Souhrn zápasu Report | Souhrn zápasu Report | Souhrn zápasu Report | Souhrn zápasu Report                                                                                       |
| -------------------- | --- | -------------------- | -------------------- | --- |
|                      | Jarome Iginla 22:30' Dany Heatley 24:27' Mike Richards 31:06' Ryan Getzlaf 44:29' Dany Heatley 46:43' Jarome Iginla 47:36' Corey Perry 51:03' Jarome Iginla 58:11' |                      |                      | Diváků: 16652 Rozhodčí: Jyri-Petteri Rönn Christopher Rooney Čárový/í rozhodčí: Stefan Fonselius Tim Nowak |

| 16. února 2010 | USA | 3 – 1                 | Švýcarsko | Rogers Arena, Vancouver |
| 12:00          | USA | (1 – 0, 2 – 0, 0 – 1) | Švýcarsko |                         |

| Souhrn zápasu Report | Souhrn zápasu Report                                     | Souhrn zápasu Report | Souhrn zápasu Report | Souhrn zápasu Report                                                                                 |
| -------------------- | -------------------------------------------------------- | -------------------- | -------------------- | --- |
|                      | Bobby Ryan 18:59' David Backes 25:52' Ryan Malone 28:25' |                      | Roman Wick 49:45'    | Diváků: 16706 Rozhodčí: Vjačeslav Bulanov Dan O'Halloran Čárový/í rozhodčí: Jean Morin Jurij Oskirko |

| 18. února 2010 | Švýcarsko | 2 – 3 (SN)                    | Kanada | Rogers Arena, Vancouver |
| 16:30          | Švýcarsko | (0 - 1, 2 - 1, 0 - 0 - 0 - 0) | Kanada |                         |

| Souhrn zápasu Report | Souhrn zápasu Report                           | Souhrn zápasu Report | Souhrn zápasu Report                                         | Souhrn zápasu Report                                                                            |
| -------------------- | ---------------------------------------------- | -------------------- | ------------------------------------------------------------ | ----------------------------------------------------------------------------------------------- |
|                      | Ivo Rüthemann 28:59' Patrick Von Gunten 39:50' |                      | Dany Heatley 9:21' Patrick Marleau 20:35' Sidney Crosby (SN) | Diváků: 17019 Rozhodčí: Dennis LaRue Marcus Vinnerborg Čárový/í rozhodčí: Peter Feola Tim Nowak |

| 18. února 2010 | USA | 6 – 1                  | Norsko | Rogers Arena, Vancouver |
| 12:00          | USA | (2 - 0 , 1 - 1, 3 - 0) | Norsko |                         |

| Souhrn zápasu Report | Souhrn zápasu Report | Souhrn zápasu Report | Souhrn zápasu Report | Souhrn zápasu Report                                                                         |
| -------------------- | --- | -------------------- | -------------------- | -------------------------------------------------------------------------------------------- |
|                      | Phil Kessel 2:39' Chris Drury 13:04' Patrick Kane 25:52' Ryan Malone 54:19' Brian Rafalski 57:00' Brian Rafalski 59:23' |                      | Marius Holtet 28:37' | Diváků: 16710 Rozhodčí: Marc Joanette Guy Pellerin Čárový/í rozhodčí: Petr Blümel Jean Morin |

| 20. února 2010 | Norsko | 4 – 5 (PP)                | Švýcarsko | Rogers Arena, Vancouver |
| 12:00          | Norsko | (1 - 1, 2 - 2, 1 - 1 - 1) | Švýcarsko |                         |

| Souhrn zápasu Report | Souhrn zápasu Report                                                                    | Souhrn zápasu Report | Souhrn zápasu Report                                                                                             | Souhrn zápasu Report                                                                |
| -------------------- | --------------------------------------------------------------------------------------- | -------------------- | --- | ----------------------------------------------------------------------------------- |
|                      | Tore Vikingstad 12:21' Mads Hansen 25:24' Tore Vikingstad 38:46' Tore Vikingstad 52:18' |                      | Julien Sprunger 01:03' Roman Wick 29:15' Raffaele Sannitz 35:42' Severin Blindenbacher 49:58' Romano Lemm 62:28' | Rozhodčí: Paul Devorski Peter Ország Čárový/í rozhodčí: Milan Novák Felix Winnekens |

| 21. února 2010 | Kanada | 3 – 5                 | USA | Rogers Arena, Vancouver |
| 16:40          | Kanada | (1 - 2, 1 - 1, 1 - 2) | USA |                         |

| Souhrn zápasu Report | Souhrn zápasu Report                                       | Souhrn zápasu Report | Souhrn zápasu Report                                                                                         | Souhrn zápasu Report                                                                |
| -------------------- | ---------------------------------------------------------- | -------------------- | --- | ----------------------------------------------------------------------------------- |
|                      | Eric Staal 08:53' Dany Heatley 23:32' Sidney Crosby 56:51' |                      | Brian Rafalski 00:41' Brian Rafalski 09:15' Chris Drury 36:46' Jamie Langenbrunner 47:09' Ryan Kesler 59:15' | Rozhodčí: Chris Rooney Brad Watson Čárový/í rozhodčí: Thor Eric Nelson Jay Sharrens |

#### Základní skupina B
| Tým       | Z | V | VP | PP | P | GV | GI | +/− | B |
| --------- | - | - | -- | -- | - | -- | -- | --- | - |
| Rusko     | 3 | 2 | 0  | 1  | 0 | 13 | 6  | 7   | 7 |
| Česko     | 3 | 2 | 0  | 0  | 1 | 10 | 7  | 3   | 6 |
| Slovensko | 3 | 1 | 1  | 0  | 1 | 9  | 4  | 5   | 5 |
| Lotyšsko  | 3 | 0 | 0  | 0  | 3 | 4  | 19 | −15 | 0 |

##### Zápasy
Všechny časou jsou místní (UTC−8), tj. SEČ−9.
| 16. února 2010 | Rusko | 8 – 2                 | Lotyšsko | Rogers Arena, Vancouver |
| 21:00          | Rusko | (3 - 0, 1 - 0, 4 - 2) | Lotyšsko |                         |

| Souhrn zápasu Report | Souhrn zápasu Report | Souhrn zápasu Report | Souhrn zápasu Report                            | Souhrn zápasu Report                                                                                |
| -------------------- | --- | -------------------- | ----------------------------------------------- | --------------------------------------------------------------------------------------------------- |
|                      | Danis Zaripov 02:38' Alexandr Radulov 07:46' Alexandr Ovečkin 19:25' Jevgenij Malkin 38:18' Alexandr Ovečkin 40:59' Danis Zaripov 41:30' Ilja Kovalčuk 43:04' Alexej Morozov 58:57' |                      | Herberts Vasiljevs 40:33' Girts Ankipans 43:35' | Diváků: 16 862 Rozhodčí: Dennis LaRue Marcus Vinnerborg Čárový/í rozhodčí: Peter Feola Jay Sharrens |

| 17. února 2010 | Česko | 3 – 1                 | Slovensko | Rogers Arena, Vancouver |
| 21:00          | Česko | (1 - 0, 2 - 1, 0 - 0) | Slovensko |                         |

| Souhrn zápasu Report | Souhrn zápasu Report                                          | Souhrn zápasu Report | Souhrn zápasu Report  | Souhrn zápasu Report                                                                            |
| -------------------- | ------------------------------------------------------------- | -------------------- | --------------------- | ----------------------------------------------------------------------------------------------- |
|                      | Patrik Eliáš 09:02' Jaromír Jágr 37:56' Tomáš Plekanec 39:58' |                      | 20:47' Marián Gáborík | Diváků: 16 966 Rozhodčí: Brent Reiber Brad Watson Čárový/í rozhodčí: Shane Heyer Sylvain Losier |

| 18. února 2010 | Slovensko | 2 – 1 (SN)                    | Rusko | Rogers Arena, Vancouver |
| 21:00          | Slovensko | (0 - 0, 0 - 1, 1 - 0 - 0 - 0) | Rusko |                         |

| Souhrn zápasu Report | Souhrn zápasu Report                   | Souhrn zápasu Report | Souhrn zápasu Report  | Souhrn zápasu Report                                                                  |
| -------------------- | -------------------------------------- | -------------------- | --------------------- | ------------------------------------------------------------------------------------- |
|                      | Marián Hossa 49:48' Pavol Demitra (SN) |                      | 25:32' Alexej Morozov | Rozhodčí: Danny Kurmann Bill McCreary Čárový/í rozhodčí: Jay Sharrens Felix Winnekens |

| 19. února 2010 | Česko | 5 – 2                 | Lotyšsko | Rogers Arena, Vancouver |
| 16:30          | Česko | (3 - 0, 1 - 2, 1 - 0) | Lotyšsko |                         |

| Souhrn zápasu Report | Souhrn zápasu Report                                                                                   | Souhrn zápasu Report | Souhrn zápasu Report                           | Souhrn zápasu Report                                                                                         |
| -------------------- | --- | -------------------- | ---------------------------------------------- | --- |
|                      | David Krejčí 02:30' Tomáš Plekanec 03:33' Jaromír Jágr 05:07' Tomáš Kaberle 26:33' Patrik Eliáš 59:43' |                      | Kristaps Sotnieks 35:30' Girts Ankipans 38:26' | Diváků: 16 984 Rozhodčí: Jyri-Petteri Rönn Chris Rooney Čárový/í rozhodčí: Stefan Fonselius Thor Eric Nelson |

| 20. února 2010 | Lotyšsko | 0 – 6                 | Slovensko | Rogers Arena, Vancouver |
| 16:30          | Lotyšsko | (0 - 3, 0 - 2, 0 - 1) | Slovensko |                         |

| Souhrn zápasu Report | Souhrn zápasu Report | Souhrn zápasu Report | Souhrn zápasu Report | Souhrn zápasu Report                                                                       |
| -------------------- | -------------------- | -------------------- | --- | ------------------------------------------------------------------------------------------ |
|                      |                      |                      | Ľubomír Višňovský 2:44' Richard Zedník 9:11' Jozef Stümpel 17:08' Marián Hossa 21:07' Michal Handzuš 22:20' Ivan Baranka 57:20' | Rozhodčí: Daniel O'Halloran Marcus Vinnerborg Čárový/í rozhodčí: Andrej Kicha Brian Murphy |

| 21. února 2010 | Rusko | 4 – 2                 | Česko | Rogers Arena, Vancouver |
| 12:00          | Rusko | (1 - 1, 1 - 0, 2 - 1) | Česko |                         |

| Souhrn zápasu Report | Souhrn zápasu Report                                                                   | Souhrn zápasu Report | Souhrn zápasu Report                        | Souhrn zápasu Report                                                               |
| -------------------- | -------------------------------------------------------------------------------------- | -------------------- | ------------------------------------------- | ---------------------------------------------------------------------------------- |
|                      | Jevgenij Malkin 15:13' Viktor Kozlov 34:34' Jevgenij Malkin 41:49' Pavel Dacjuk 59:47' |                      | Tomáš Plekanec 19:06' Milan Michálek 54:51' | Rozhodčí: Daniel O'Halloran Guy Pellerin Čárový/í rozhodčí: Peter Feola Jean Morin |

#### Základní skupina C
| Tým       | Z | V | VP | PP | P | GV | GI | +/− | B |
| --------- | - | - | -- | -- | - | -- | -- | --- | - |
| Švédsko   | 3 | 3 | 0  | 0  | 0 | 9  | 2  | 7   | 9 |
| Finsko    | 3 | 2 | 0  | 0  | 1 | 10 | 4  | 6   | 6 |
| Bělorusko | 3 | 1 | 0  | 0  | 2 | 8  | 12 | −4  | 3 |
| Německo   | 3 | 0 | 0  | 0  | 3 | 3  | 12 | −9  | 0 |

##### Zápasy
Všechny časy jsou místní (UTC−8), tj. SEČ−9.
| 17. února 2010 | Švédsko | 2 – 0                 | Německo | Rogers Arena, Vancouver |
| 16:30          | Švédsko | (0 - 0, 2 - 0, 0 - 0) | Německo |                         |

| Souhrn zápasu Report | Souhrn zápasu Report                       | Souhrn zápasu Report | Souhrn zápasu Report | Souhrn zápasu Report |
| -------------------- | ------------------------------------------ | -------------------- | -------------------- | -------------------- |
|                      | Mattias Öhlund 24:29' Loui Eriksson 34:13' |                      |                      |                      |

| 17. února 2010 | Finsko | 5 – 1                 | Bělorusko | Rogers Arena, Vancouver |
| 12:00          | Finsko | (2 - 0, 1 - 1, 2 - 0) | Bělorusko |                         |

| Souhrn zápasu Report | Souhrn zápasu Report                                                                                      | Souhrn zápasu Report | Souhrn zápasu Report   | Souhrn zápasu Report |
| -------------------- | --- | -------------------- | ---------------------- | -------------------- |
|                      | Olli Jokinen 3:24' Niklas Hagman 17:50' Niklas Hagman 36:52' Valtteri Filppula 40:23' Jarkko Ruutu 52:59' |                      | Sergej Kosticyn 20:21' |                      |

| 19. února 2010 | Bělorusko | 2 – 4                 | Švédsko | Rogers Arena, Vancouver |
| 12:00          | Bělorusko | (0 - 2, 1 - 1, 1 - 1) | Švédsko |                         |

| Souhrn zápasu Report | Souhrn zápasu Report                          | Souhrn zápasu Report | Souhrn zápasu Report                                                                     | Souhrn zápasu Report   |
| -------------------- | --------------------------------------------- | -------------------- | ---------------------------------------------------------------------------------------- | ---------------------- |
|                      | Dmitrij Meleško 34:30' Dmitrij Meleško 51:35' |                      | Daniel Sedin 6:40' Daniel Alfredsson 9:20' Johan Franzén 29:35' Daniel Alfredsson 59:49' | Rozhodčí: Brent Reiber |

| 19. února 2010 | Finsko | 5 – 0                 | Německo | Rogers Arena, Vancouver |
| 21:00          | Finsko | (1 - 0, 2 - 0, 2 - 0) | Německo |                         |

| Souhrn zápasu Report | Souhrn zápasu Report                                                                                 | Souhrn zápasu Report | Souhrn zápasu Report | Souhrn zápasu Report                    |
| -------------------- | --- | -------------------- | -------------------- | --------------------------------------- |
|                      | Tuomo Ruutu 4:21' Kimmo Timonen 24:04' Kimmo Timonen 36:03' Jarkko Ruutu 47:10' Joni Pitkänen 49:01' |                      |                      | Rozhodčí: Vječeslav Bulanov Brad Watson |

| 20. února 2010 | Německo | 3 – 5                 | Bělorusko | Rogers Arena, Vancouver |
| 21:00          | Německo | (1 - 1, 0 - 1, 2 - 3) | Bělorusko |                         |

| Souhrn zápasu Report | Souhrn zápasu Report                                         | Souhrn zápasu Report | Souhrn zápasu Report                                                                                            | Souhrn zápasu Report |
| -------------------- | ------------------------------------------------------------ | -------------------- | --- | -------------------- |
|                      | Dennis Seidenberg 05:39' John Tripp 51:49' Marcel Goc 52:10' |                      | Alexej Ugarov 10:43' Alexej Kaljužnyj 28:36' Sergej Kosticyn 51:10' Ruslan Salej 54:45' Alexej Kaljužnyj 58:45' |                      |

| 21. února 2010 | Švédsko | 3 – 0                 | Finsko | Rogers Arena, Vancouver |
| 21:00          | Švédsko | (1 - 0, 2 - 0, 0 - 0) | Finsko |                         |

| Souhrn zápasu Report | Souhrn zápasu Report                                               | Souhrn zápasu Report | Souhrn zápasu Report | Souhrn zápasu Report |
| -------------------- | ------------------------------------------------------------------ | -------------------- | -------------------- | -------------------- |
|                      | Loui Eriksson 06:40' Nicklas Bäckström 24:19' Loui Eriksson 38:08' |                      |                      |                      |

### Souhrnná tabulka po základní části
| Umístění | Tým       | Z | # | B | +/- | VG | SŽ |
| -------- | --------- | - | - | - | --- | -- | -- |
| 1D       | USA       | 3 | 1 | 9 | 9   | 14 | 5  |
| 2D       | Švédsko   | 3 | 1 | 9 | 7   | 9  | 3  |
| 3D       | Rusko     | 3 | 1 | 7 | 7   | 13 | 1  |
| 4D       | Finsko    | 3 | 2 | 6 | 6   | 10 | 4  |
| 5D       | Česko     | 3 | 2 | 6 | 3   | 10 | 6  |
| 6D       | Kanada    | 3 | 2 | 5 | 7   | 14 | 2  |
| 7D       | Slovensko | 3 | 3 | 5 | 5   | 9  | 9  |
| 8D       | Švýcarsko | 3 | 3 | 3 | −2  | 8  | 7  |
| 9D       | Bělorusko | 3 | 3 | 3 | −4  | 8  | 8  |
| 10D      | Norsko    | 3 | 4 | 1 | −14 | 5  | 11 |
| 11D      | Německo   | 3 | 4 | 0 | −9  | 3  | 12 |
| 12D      | Lotyšsko  | 3 | 4 | 0 | −15 | 4  | 10 |

### Play off

#### Pavouk
|  | Předkolo | Předkolo  | Předkolo  |   |           | Čtvrtfinále | Čtvrtfinále   | Čtvrtfinále   |               |   | Semifinále | Semifinále | Semifinále |   |        | Finále | Finále | Finále |
|  |          |           |           |   |           |             |               |               |               |   |            |            |            |   |        |        |        |        |
|  | 1        | USA       |           |   |           |             |               |               |               |   |            |            |            |   |        |        |        |        |
|  |          |           |           |   |           |             |               |               |               |   |            |            |            |   |        |        |        |        |
|  |          | 1         | USA       | 2 |           |             |               |               |               |   |            |            |            |   |        |        |        |        |
|  |          |           |           | 2 |           |             |               |               |               |   |            |            |            |   |        |        |        |        |
|  |          | 8         | Švýcarsko | 0 |           |             |               |               |               |   |            |            |            |   |        |        |        |        |
|  | 8        | 8         | Švýcarsko | 0 | Švýcarsko | 3           |               |               |               |   |            |            |            |   |        |        |        |        |
|  | 8        |           |           |   | Švýcarsko | 3           |               |               |               |   |            |            |            |   |        |        |        |        |
|  | 9        | Bělorusko | 2         |   |           |             |               |               |               |   |            |            |            |   |        |        |        |        |
|  | 9        | Bělorusko | 2         |   |           |             |               |               |               | 1 | USA        | 6          |            |   |        |        |        |        |
|  |          |           |           |   |           |             |               |               |               | 1 | USA        | 6          |            |   |        |        |        |        |
|  |          | 4         | Finsko    | 1 |           |             |               |               |               |   |            |            |            |   |        |        |        |        |
|  | 5        | 4         | Finsko    | 1 | Česko     | 3           |               |               |               |   |            |            |            |   |        |        |        |        |
|  | 5        |           |           |   | Česko     | 3           |               |               |               |   |            |            |            |   |        |        |        |        |
|  | 12       | Lotyšsko  | 2         |   |           |             |               |               |               |   |            |            |            |   |        |        |        |        |
|  | 12       | Lotyšsko  | 2         |   | 5         | Česko       | 0             |               |               |   |            |            |            |   |        |        |        |        |
|  |          |           |           |   | 5         | Česko       | 0             |               |               |   |            |            |            |   |        |        |        |        |
|  |          | 4         | Finsko    | 2 |           |             |               |               |               |   |            |            |            |   |        |        |        |        |
|  |          | 4         | Finsko    | 2 |           |             |               |               |               |   |            |            |            |   |        |        |        |        |
|  |          |           |           |   |           |             |               |               |               |   |            |            |            |   |        |        |        |        |
|  | 4        | Finsko    |           |   |           |             |               |               |               |   |            |            |            |   |        |        |        |        |
|  | 4        | Finsko    |           |   |           |             |               |               |               |   |            |            |            | 1 | USA    | 2      |        |        |
|  |          |           |           |   |           |             |               |               |               |   |            |            |            | 1 | USA    | 2      |        |        |
|  |          | 6         | Kanada    | 3 |           |             |               |               |               |   |            |            |            |   |        |        |        |        |
|  | 3        | 6         | Kanada    | 3 | Rusko     |             |               |               |               |   |            |            |            |   |        |        |        |        |
|  | 3        |           |           |   | Rusko     |             |               |               |               |   |            |            |            |   |        |        |        |        |
|  |          |           |           |   |           |             |               |               |               |   |            |            |            |   |        |        |        |        |
|  |          | 3         | Rusko     | 3 |           |             |               |               |               |   |            |            |            |   |        |        |        |        |
|  |          |           |           | 3 |           |             |               |               |               |   |            |            |            |   |        |        |        |        |
|  |          | 6         | Kanada    | 7 |           |             |               |               |               |   |            |            |            |   |        |        |        |        |
|  | 6        | 6         | Kanada    | 7 | Kanada    | 8           |               |               |               |   |            |            |            |   |        |        |        |        |
|  | 6        |           |           |   | Kanada    | 8           |               |               |               |   |            |            |            |   |        |        |        |        |
|  | 11       | Německo   | 2         |   |           |             |               |               |               |   |            |            |            |   |        |        |        |        |
|  | 11       | Německo   | 2         |   |           |             |               |               |               | 6 | Kanada     | 3          |            |   |        |        |        |        |
|  |          |           |           |   |           |             |               |               |               | 6 | Kanada     | 3          |            |   |        |        |        |        |
|  |          | 7         | Slovensko | 2 |           |             | O třetí místo | O třetí místo | O třetí místo |   |            |            |            |   |        |        |        |        |
|  | 7        | 7         | Slovensko | 2 | Slovensko | 4           | O třetí místo | O třetí místo | O třetí místo |   |            |            |            |   |        |        |        |        |
|  | 7        |           |           |   | Slovensko | 4           |               |               |               |   |            |            |            |   |        |        |        |        |
|  | 10       | Norsko    | 3         |   |           |             |               |               |               |   |            |            |            |   |        |        |        |        |
|  | 10       | Norsko    | 3         |   | 7         | Slovensko   | 4             |               |               |   |            |            |            | 4 | Finsko | 5      |        |        |
|  |          |           |           |   | 7         | Slovensko   | 4             |               |               |   |            |            |            | 4 | Finsko | 5      |        |        |
|  |          | 2         | Švédsko   | 3 |           |             |               |               |               |   |            | 7          | Slovensko  | 3 |        |        |        |        |
|  |          | 2         | Švédsko   | 3 |           |             |               |               |               |   |            | 7          | Slovensko  | 3 |        |        |        |        |
|  |          |           |           |   |           |             |               |               |               |   |            |            |            |   |        |        |        |        |
|  | 2        | Švédsko   |           |   |           |             |               |               |               |   |            |            |            |   |        |        |        |        |

#### Předkolo play off
Všechny časy jsou místní (UTC−8), tj. SEČ−9.
| 23. února 2010 | Švýcarsko | 3 – 2 (SN)                  | Bělorusko | Rogers Arena, Vancouver |
| 12:00          | Švýcarsko | (1:1, 1:1, 0:0 - 0:0 - 1:0) | Bělorusko |                         |

| Souhrn zápasu Report | Souhrn zápasu Report                                               | Souhrn zápasu Report | Souhrn zápasu Report                               | Souhrn zápasu Report |
| -------------------- | ------------------------------------------------------------------ | -------------------- | -------------------------------------------------- | -------------------- |
|                      | Julien Sprunger 12:25' Hnat Domenichelli 27:07' Romano Lemm 70:00' |                      | Alexej Kaljužnyj 00:59' Konstantin Zacharov 35:42' |                      |

| 23. února 2010 | Kanada | 8 – 2           | Německo | Rogers Arena, Vancouver |
| 16:30          | Kanada | (1:0, 3:1, 4:1) | Německo |                         |

| Souhrn zápasu Report | Souhrn zápasu Report | Souhrn zápasu Report | Souhrn zápasu Report                   | Souhrn zápasu Report |
| -------------------- | --- | -------------------- | -------------------------------------- | -------------------- |
|                      | Joe Thornton 10:13' Shea Weber 22:32' Jarome Iginla 23:41' Jarome Iginla 28:50' Sidney Crosby 41:10' Mike Richards 46:41' Scott Niedermayer 51:25' Rick Nash 56:28' |                      | Marcel Goc 36:34' Manuel Klinge 58:58' |                      |

| 23. února 2010 | Česko | 3 – 2 (PP)            | Lotyšsko | UBC Winter Sports Centre, Vancouver |
| 19:00          | Česko | (2:0, 0:0, 0:2 - 1:0) | Lotyšsko |                                     |

| Souhrn zápasu Report | Souhrn zápasu Report                                              | Souhrn zápasu Report | Souhrn zápasu Report                          | Souhrn zápasu Report |
| -------------------- | ----------------------------------------------------------------- | -------------------- | --------------------------------------------- | -------------------- |
|                      | Tomáš Rolinek 05:52' Tomáš Fleischmann 11:06' David Krejčí 65:10' |                      | Martins Cipulis 52:02' Mikelis Redlihs 56:19' |                      |

| 23. února 2010 | Slovensko | 4 – 3                 | Norsko | UBC Winter Sports Centre, Vancouver |
| 21:00          | Slovensko | (3 - 1, 0 - 2, 1 - 0) | Norsko |                                     |

| Souhrn zápasu Report | Souhrn zápasu Report                                                                    | Souhrn zápasu Report | Souhrn zápasu Report                                                    | Souhrn zápasu Report |
| -------------------- | --------------------------------------------------------------------------------------- | -------------------- | ----------------------------------------------------------------------- | -------------------- |
|                      | Michal Handzuš 07:03' Marián Gáborík 09:48' Richard Zedník 18:56' Miroslav Šatan 48:41' |                      | Zuccarello Aasen 18:06' Tore Vikingstad 27:43' Anders Bastiansen 39:59' |                      |

#### Čtvrtfinále
Všechny časy jsou místní (UTC−8), tj. SEČ−9.
| 24. února 2010 | USA | 2 – 0                 | Švýcarsko | Rogers Arena, Vancouver |
| 12:00          | USA | (0 - 0, 0 - 0, 2 - 0) | Švýcarsko |                         |

| Souhrn zápasu Report | Souhrn zápasu Report                  | Souhrn zápasu Report | Souhrn zápasu Report | Souhrn zápasu Report                                                                               |
| -------------------- | ------------------------------------- | -------------------- | -------------------- | -------------------------------------------------------------------------------------------------- |
|                      | Zach Parise 42:08' Zach Parise 59:49' |                      |                      | Diváků: 17 536 Rozhodčí: Paul Devorski Peter Ország Čárový/í rozhodčí: Shane Heyer Felix Winnekens |

| 24. února 2010 | Rusko | 3 – 7                | Kanada | Rogers Arena, Vancouver |
| 16:30          | Rusko | (1 -4, 2 - 3, 0 - 0) | Kanada |                         |

| Souhrn zápasu Report | Souhrn zápasu Report                                                | Souhrn zápasu Report | Souhrn zápasu Report | Souhrn zápasu Report                                    |
| -------------------- | ------------------------------------------------------------------- | -------------------- | --- | ------------------------------------------------------- |
|                      | Dmitrij Kalinin 14:39' Maxim Afinogenov 24:46' Sergej Gončar 31:42' |                      | Ryan Getzlaf 02:21' Dan Boyle 12:30' Rick Nash 12:55' Brenden Morrow 18:18' Corey Perry 23:10' Shea Weber 24:07' Corey Perry 29:51' | Diváků: 17 740 Rozhodčí: Dennis Larue Marcus Vinnerborg |

| 24. února 2010 | Finsko | 2 – 0                 | Česko | Rogers Arena, Vancouver |
| 19:00          | Finsko | (0 - 0, 0 - 0, 2 - 0) | Česko |                         |

| Souhrn zápasu Report | Souhrn zápasu Report                          | Souhrn zápasu Report | Souhrn zápasu Report | Souhrn zápasu Report                                  |
| -------------------- | --------------------------------------------- | -------------------- | -------------------- | ----------------------------------------------------- |
|                      | Niklas Hagman 53:14' Valtteri Filppula 58:25' |                      |                      | Diváků: 5 461 Rozhodčí: Daniel O Halloran Brad Watson |

| 24. února 2010 | Švédsko | 3 – 4                 | Slovensko | UBC Winter Sports Centre, Vancouver |
| 21:00          | Švédsko | (0 - 0, 2 - 3, 1 - 1) | Slovensko |                                     |

| Souhrn zápasu Report | Souhrn zápasu Report                                                      | Souhrn zápasu Report | Souhrn zápasu Report                                                                 | Souhrn zápasu Report                             |
| -------------------- | ------------------------------------------------------------------------- | -------------------- | ------------------------------------------------------------------------------------ | ------------------------------------------------ |
|                      | Patric Hornqvist 33:49' Henrik Zetterberg 34:26' Daniel Alfredsson 49:39' |                      | Marián Gáborík 27:34' Andrej Sekera 28:11' Pavol Demitra 39:12' Tomáš Kopecký 49:01' | Diváků: 17 493 Rozhodčí: Bill McCreary Jyri Ronn |

#### Semifinále
Všechny časy jsou místní (UTC−8), tj. SEČ−9.
| 26. února 2010 | USA | 6 – 1                 | Finsko | Rogers Arena, Vancouver |
| 12:00          | USA | (6 - 0, 0 - 0, 0 - 1) | Finsko |                         |

| Souhrn zápasu Report | Souhrn zápasu Report                                                                                                  | Souhrn zápasu Report | Souhrn zápasu Report   | Souhrn zápasu Report                                                                     |
| -------------------- | --- | -------------------- | ---------------------- | ---------------------------------------------------------------------------------------- |
|                      | Ryan Malone 02:04' Zach Parise 05:22' Erik Jonsohn 08:36' Patrick Kane 10:08' Patrick Kane 12:31' Paul Stastny 12:36' |                      | Antti Miettinen 54:46' | Rozhodčí: Daniel O'Halloran Marcus Vinnerborg Čárový/í rozhodčí: Petr Blümel Shane Heyer |

| 26. února 2010 | Slovensko | 2 – 3                 | Kanada | Rogers Arena, Vancouver |
| 18:30          | Slovensko | (0 - 2, 0 - 1, 2 - 0) | Kanada |                         |

| Souhrn zápasu Report | Souhrn zápasu Report                           | Souhrn zápasu Report | Souhrn zápasu Report                                             | Souhrn zápasu Report                                                                          |
| -------------------- | ---------------------------------------------- | -------------------- | ---------------------------------------------------------------- | --------------------------------------------------------------------------------------------- |
|                      | Ľubomír Višňovský 51:35' Michal Handzuš 55:07' |                      | Patrick Marleau 13:30' Brenden Morrow 15:17' Ryan Getzlaf 36:54' | Rozhodčí: Dennis LaRue Jyri-Petteri Rönn Čárový/í rozhodčí: Stefan Fonselius Thor Eric Nelson |

#### Zápas o bronz
Čas je místní (UTC−8), tj. SEČ−9.
| 27. února 2010 | Finsko | 5 – 3                 | Slovensko | Rogers Arena, Vancouver |
| 19:00          | Finsko | (1 - 0, 0 - 3, 4 - 0) | Slovensko |                         |

| Souhrn zápasu Report | Souhrn zápasu Report                                                                                   | Souhrn zápasu Report | Souhrn zápasu Report                                           | Souhrn zápasu Report                                                             |
| -------------------- | --- | -------------------- | -------------------------------------------------------------- | -------------------------------------------------------------------------------- |
|                      | Sami Salo 18:50' Kimmo Timonen 45:06' Olli Jokinen 46:41' Olli Jokinen 48:41' Valtteri Filppula 59:49' |                      | Marián Gáborík 29:56' Marián Hossa 35:38' Pavol Demitra 38:45' | Rozhodčí: Paul Devorski Brad Watson Čárový/í rozhodčí: Petr Blümel Jurij Oskirko |

#### Finále
Čas je místní (UTC−8), tj. SEČ−9.
| 28. února 2010 | USA | 2 - 3 (PP)                   | Kanada | Rogers Arena, Vancouver |
| 12:15          | USA | (0 - 1, 1 - 1, 1 - 0, 0 - 1) | Kanada |                         |

| Souhrn zápasu Report | Souhrn zápasu Report                   | Souhrn zápasu Report | Souhrn zápasu Report                                          | Souhrn zápasu Report                                                                     |
| -------------------- | -------------------------------------- | -------------------- | ------------------------------------------------------------- | ---------------------------------------------------------------------------------------- |
|                      | Ryan Kessler 32:44' Zach Parise 59:35' |                      | Jonathan Toews 12:50' Corey Perry 27:13' Sidney Crosby 67:40' | Rozhodčí: Bill McCreary Daniel O'Halloran Čárový/í rozhodčí: Stefan Fonselius Jean Morin |

### Konečné umístění
| Pořadí | Tým          | Soupisky |
| ------ | ------------ | -------- |
|        | Kanada (CAN) | Soupiska |
|        | USA (USA)    | Soupiska |
|        | Finsko (FIN) | Soupiska |
| 4.     | Slovensko    | Soupiska |
| 5.     | Švédsko      | Soupiska |
| 6.     | Rusko        | Soupiska |
| 7.     | Česko        | Soupiska |
| 8.     | Švýcarsko    | Soupiska |
| 9.     | Bělorusko    | Soupiska |
| 10.    | Norsko       | Soupiska |
| 11.    | Německo      | Soupiska |
| 12.    | Lotyšsko     | Soupiska |

### Nejlepší hráči
I přes porážku reprezentace USA ve finále s Kanadou vybral mezi tři nejlepší hokejisty turnaje dva hokejisty USA. Nejlepším hráčem turnaje se stal americký brankář Ryan Miller, který se stal i nejlepším brankářem turnaje. 